# امیلیو مونیوس (بازیکن فوتبال)
امیلیو مونیوس (انگلیسی: Emilio Muñoz؛ زادهٔ ۱۶ ژانویهٔ ۱۹۷۹) بازیکن فوتبال اهل اسپانیا است.